# یدلانکا ستارا
یدلانکا ستارا (به لاتین: Jedlanka Stara) یک روستا در لهستان است که در گمینا ایوژا واقع شده‌است.